# Gainas
Gainas (em grego: Γαινας; m. 400) foi um ambicioso líder gótico que serviu o Império Romano do Oriente durante os reinados de Teodósio I (r. 378–395) e Arcádio (r. 395–408). Inicialmente um mero soldado de infantaria, durante usurpação de Eugênio esteve entre os comandantes das tropas bárbaras que travaram batalha contra ele em 394. No ano seguinte, combinou forças com Estilicão e Eutrópio para derrubar Rufino, conseguindo como recompensa sua nomeação como conde dos assuntos militares (comes rei militaris). Em 399, após sua nomeação como mestre dos soldados da Trácia, marchou contra o rebelde gótico Tribigildo na Ásia Menor.
Claramente envolvido com Tribigildo, Gainas arquitetou um encontro do imperador Arcádio com o rebelde na Calcedônia, onde conseguir ser nomeado como mestre dos dois exércitos. Nesta posição provocou o exílio de vários oficiais do partido pró-romano e tentou tomar o controle de Constantinopla para si, porém isso causou um massacre de suas tropas em 12 de julho de 400. Temoroso por sua vida, reuniu o restante de suas tropas e tentou fugir em direção à Ásia, porém foi impedido por Fravita. Assim, marchou em direção ao Danúbio na tentativa de fugir, porém foi preso e morto pelos hunos de Uldes (r. 390–411) e sua cabeça foi enviada a Arcádio.

## Etimologia
A etimologia do nome é obscura. Foi variadamente registrado como Gaina, Gainas, Catina, Gagana, Gaiana, Gaino (Gainus), Gama e Cama. Apresenta uma desinência feminina -a, tal como outros nomes como Gilda ou Hunila, que se pensa ser fruto de uma latinização. É provável, por sua vez, que houvesse uma forma não atestada em -o, como em -Boio.

## Biografia

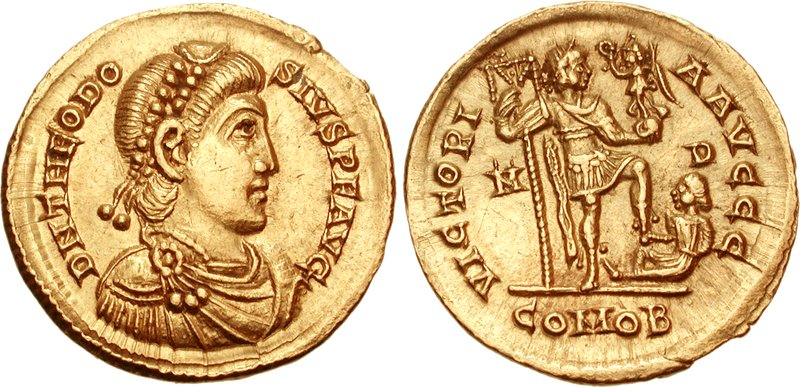
Soldo de Teodósio I r.

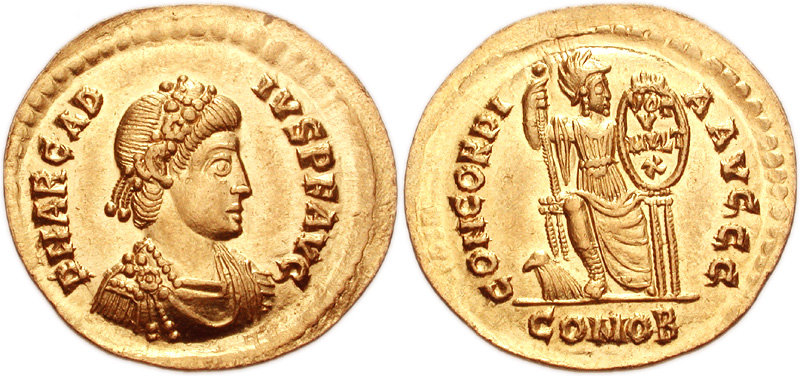
Soldo de Arcádio r.

De origem gótica, Gainas foi originário do Norte do Danúbio. Começou sua carreira militar como um soldado de infantaria e esteve entre os comandantes que lideraram as tropas bárbaras de Teodósio I contra o usurpador Eugênio em 394. No ano seguinte, combinou suas forças com as de Estilicão e Eutrópio para provocar a queda de Rufino e tornou-se conde das tropas (395–399). Em 399, ao ser nomeado mestre dos soldados da Trácia por Eutrópio, foi ordenado a marchar, junto de Leão, contra o comandante gótico Tribigildo, que havia se rebelado na Ásia Menor. Ele deveria proteger a Trácia e Helesponto enquanto Leão cruzava em direção a Ásia. Quando Leão provou-se um comandante ineficiente, Gainas recebeu o comando total das tropas, porém permaneceu inativo enquanto encorajou Tribigildo a continuar a rebelião.
Gainas então dirigiu-se ao imperador Arcádio, afirmando que também era incapaz de suprimir a revolta, exceto de certas condições fossem cumpridas primeiro, dentre as quais a demissão de Eutrópio. Ele logo entrou em termos com Tribigildo e conseguir organizar um encontro com o imperador na Calcedônia. Durante o encontro, ocorrido ainda em 399, Gainas foi nomeado mestre dos dois exércitos (399–400). Nesta posição, assegurou o exílio de Aureliano, Saturnino e João e começou a instalar suas forças em Constantinopla. Na cidade, tentou cooptar o Igreja para os arianos, porém foi impedido por João Crisóstomo, que inclusive evitou que os oficiais exilados fossem executados. Além disso, pretendeu tomar para si o dinheiros dos banqueiros e ocupar o palácio imperial, porém foi malsucedido.
Embora um comandante militar competente, Gainas era manifestamente incapaz de controlar a maior cidade habitada de seu tempo, cuja população greco-romana ressentiu intensamente os godos. Em 12 de julho de 400, com a aprovação pública do imperador, sete mil de suas tropas e suas famílias estacionadas em Constantinopla foram massacradas pelas multidões da cidade. O partido romano conseguiu restabelecer-se na capital e ele tornou-se um inimigo público. Em resposta, Gainas e suas forças tentaram fugir para o outro lado do Helesponto, mas sua frota foi atingida e destruída por um godo a serviço imperial, Fravita.
Depois desta batalha, fugiu através do Danúbio e foi capturado pelos hunos sob Uldes (r. 390–411) que o mataram e enviaram sua cabeça para Arcádio como tributo diplomático. Um ano após sua morte, Arcádio comemorou a derrota do general fazendo erigir uma coluna triunfal na capital, a Coluna de Arcádio. As maquinações de Gainas foram citadas por vários autores bizantinos, dentro os quais o mais proeminente foi Sinésio de Cirene que mencionou-o em seu Sobre o Governo Imperial. Um ariano, foi casado com uma bárbara e teve alguns filhos.